# Laurana
Laurana (in croato Lovran) è un comune croato di 4 056 abitanti della regione litoraneo-montana. La città è circondata da boschi di lauro, da cui deriva il nome.

## Luoghi d'interesse
Ha acquisito notorietà il lungomare della città, lungo 12 chilometri, che la collega a Volosca.

## Economia
Celebri sono gli asparagi, le ciliegie e le castagne coltivate nella zona.

## Società

### La presenza autoctona di italiani
È presente una piccola comunità di italiani autoctoni che rappresentano una minoranza residuale di quelle popolazioni italofone che abitarono per secoli la penisola dell'Istria e le coste e le isole del Quarnaro e della Dalmazia, territori che appartennero alla Repubblica di Venezia. La presenza di italiani a Laurana è drasticamente diminuita in seguito all'esodo giuliano dalmata, che avvenne dopo la seconda guerra mondiale e che fu anche cagionato dai "massacri delle foibe".
Prima della Grande Guerra gli italiani costituivano la maggioranza della popolazione del centro (escluse le frazioni). Dal 1919 al 1947 ha fatto parte della Venezia Giulia italiana, prima come comune della provincia di Pola, poi di quella del Carnaro. Secondo il censimento del 1921, il 44,79% della popolazione era italiana, il 50,36% croata, lo 0,79% slovena e la restante parte degli abitanti era composta da cittadini stranieri.
Dopo la seconda guerra mondiale, con il passaggio del comune alla Jugoslavia, la gran parte della popolazione di lingua italiana, allora maggioritaria, si rifugiò in Italia. Oggi, secondo il censimento croato del 2011, risulta esistente una minoranza di italiani pari all' 1,66% della popolazione complessiva, riuniti nella locale Comunità degli Italiani di Laurana fondata nel 1993, che aderisce all'Unione Italiana.

### Lingue e dialetti
| %      | Ripartizione linguistica (gruppi principali) |
| ------ | -------------------------------------------- |
| 93,54% | madrelingua croata                           |
| 1,68%  | madrelingua italiana                         |
| 1,12%  | madrelingua slovena                          |
| 0,85%  | madrelingua albanese                         |

## Geografia antropica

### Suddivisioni amministrative
Il comune di Laurana è suddiviso negli insediamenti di seguito elencati. Tra parentesi il nome in lingua italiana.
- Liganj (San Francesco del Carnaro – dal 1942 semplicemente San Francesco[10])
- Lovran (Laurana[11]), sede comunale
- Lovranska Draga (Dosso di Laurana[11])
- Medveja (Medea[11])
- Tuliševica (Tuliano[11] – dal 1942 Tulliano[10])

Laurana ospita uno dei più importanti e strategici centri di trasmissione radiotelevisivi della Croazia, con ripetitori posti su Monte Maggiore.

## Amministrazione

### Gemellaggi
- Castel San Pietro Terme